# روبرت غريفين
روبرت غريفين (بالإنجليزية: Robert Griffin)‏ هو لاعب كرة قدم أمريكية أمريكي، ولد في 22 نوفمبر 1989 في يولس في الولايات المتحدة.

## وصلات خارجية
- روبرت غريفين على موقع إي إس بي إن.كوم (أن.أف.أل)3
- روبرت غريفين على موقع مرجع كرة القدم المحترفة.كوم (الإنجليزية)